# Mary Vieira
Mary Vieira (São Paulo, 1927 — Basileia, 2001) foi uma escultora, professora e designer gráfica brasileira. É conhecida como precursora da arte cinética no Brasil.  

## Biografia
Nascida em São Paulo em 1927, estudou na Escola de Belas Artes de Belo Horizonte com Alberto da Veiga Guignard entre 1943 e 1947. Ainda nesse período iniciou suas pesquisas no campo das esculturas, junto de Franz Weissmann e Amilcar de Castro. Sua primeira obra cinética, chamada Formas Elétrico-Rolatórias, Espirálicas à Perfuração Virtual, movida eletromecanicamente foi exposta em Araxá, em 1948. A partir de 1949, Vieira inicia a produção dos Polivolumes, estruturas geométricas que possibilitam múltiplas configurações e podem ser manuseadas pelos observadores, por serem compostas de parte sólida e segmentos móveis, como placas ou círculos concêntricos que giram em torno de um eixo fixo. Nessa época também realiza o projeto de ambientação da Boate Azul e a expografia da Exposição de projetos e planos de Poços de Caldas, em Poços de Caldas, MG.
Em 1951, mudou-se para a Suiça onde manteve estreito diálogo com Max Bill, que a convidou a integrar a última mostra, em 1954, do grupo Allianz, composto por artistas voltados a tendências construtivistas. 
Em 1966, Vieira torna-se professora da cátedra de estruturação espacial na Universidade de Basileia, cidade onde residiu até à sua morte em 2001.
Principalmente a partir de 1970, realiza uma série de obras monumentais na Suíça e no Brasil, como Polivolume: Ponto de Encontro, para o Palácio Itamaraty, em Brasília. No mesmo ano, a 35ª Bienal de Veneza realiza uma retrospectiva de seus Polivolumes. 
Suas obras estão instaladas em espaços públicos em diversas cidades como Zurique (monovolume: cruz elevada, 1958); São Paulo (polivolume: conexão livre, 1975); Basiléia (intervolume: cimento flexível, 1975); Belo Horizonte (monovolume: liberdade em equilíbrio, 1982); Arhem (Cuborama, 1986); e em espaços públicos que não são museus como a Biblioteca da Universidade de Basiléia (polivolume: itinerário hexagonal, 1968), o Itamaraty (polivolume: ponto de encontro, 1970) e o instituto de anatomia patológica na Basiléia (polivolume: função de forças opostas, 1975).
Em 1983, foi condecorada com a comenda de Cavaleiro da Ordem Nacional de Rio Branco.
Mary Vieira morreu na Suíça em 2001, um pouco antes da inauguração da escultura “libertação: monovolume a ritmo aberto”, obra em homenagem aos pracinhas da Força Expedicionária Brasileira (Feb) instalada em Monte Castelo, na Itália, projeto no qual trabalhou durante os últimos seis anos de sua vida.
O espólio de Mary Vieira se encontra hoje em dia em responsabilidade do Istituto Internazionale di Studi sul Futurismo - Isisuf, Milão.

## Design gráfico
Por um breve período (1953 e 1954), Mary Vieira estuda na Escola de Ulm, Alemanhã, instituição criada no pós-guerra com o objetivo de resgatar e atualizar os ensinamentos da Bauhaus. Aluna de Max Bill e de Joseph Albers, inicia o trabalho como designer gráfica a partir de 1954. Desenvolve nesse ano, entre outros trabalhos, o cartaz para Brasilien Baut (Brasil Constrói), mostra realizada em Zurique, da qual também participa com oito obras. Esse cartaz foi aclamado como o melhor do ano na Suíça e premiado com o Diplôme d'Honneur du Département Fédéral de l'Intérieur.
Em 1957, foi uma das organizadoras da mostra brasilien baut brasília (brasil constrói brasília), participação brasileira na Interbau, exposição internacional de arquitetura em Berlim. Na ocasião, foi exibida pela primeira vez para o público europeu o plano-piloto e projeto arquitetônico da nova capital brasileira. A artista e designer desenvolveu o cartaz, um pequeno catálogo e o projeto expositivo do pavilhão brasileiro. Posteriormente também produziu um livro com o mesmo nome, espécie de catálogo expandido, composto de descrições detalhadas do projeto expositivo, depoimentos, fotografias, recortes de jornais e fotogramas de um filme documentário sobre a mostra de 1957.